# Appel des 43
L'appel des 43 est un manifeste publié le 13 avril 1974, signé par 39 parlementaires et quatre ministres, majoritairement issus de l'UDR, dans la perspective de l'élection présidentielle française de la même année. Le texte déplore « la pluralité des candidatures qui se manifestent de la part d’hommes qui, à des titres divers ont participé à l’œuvre entreprise par le général de Gaulle et Georges Pompidou ». Il contribue à l'échec de la candidature de Jacques Chaban-Delmas et à l'élection de Valéry Giscard d'Estaing face à François Mitterrand.

## Contexte
Le président de la République française Georges Pompidou meurt le 2 avril 1974. La candidature de Jacques Chaban-Delmas semble s'imposer pour « les principaux barons du gaullisme ». Chaban-Delmas officialise sa candidature le 4 avril, alors que l'hommage de l'Assemblée nationale au président défunt n'est pas terminé. Trois autres candidats issus de la majorité se présentent également : Christian Fouchet (le 3) ; Edgar Faure, président de l'Assemblée nationale (le 5) ; Valéry Giscard d'Estaing, ministre des Finances (le 8).
Jacques Chirac, ministre de l'Intérieur disposant des sondages des Renseignements généraux, est persuadé de l'échec de Chaban-Delmas, qui pourrait nuire à l'avenir de l'UDR. Il fait pression sur le Premier ministre Pierre Messmer pour qu'il soit candidat, ce que celui-ci accepte à condition que les quatre autres candidats se retirent en sa faveur. Devant le refus de deux d'entre eux — Giscard d'Estaing conditionnant son acceptation au retrait de Chaban-Delmas, qui refuse —, il retire sa candidature le même jour (le 9). L'opération permet néanmoins de faire apparaître Chaban-Delmas comme diviseur de son camp.
Pierre Juillet convainc Jean Royer de se présenter (le 11), dans l'objectif de faire perdre à Chaban-Delmas des voix centristes.

## L'appel
« Constatant l’effritement lent mais progressif de Chaban-Delmas dans les sondages, Jacques Chirac décide de franchir le Rubicon ». Sous la pression de Juillet, il lance l'« appel des 43 » le 13 avril, qui paraît dans la presse. La veille, il a rencontré Giscard d'Estaing pour lui signifier qu'il le soutiendra, indirectement, par cet appel. 
Le texte est signé par des membres de l'UDR (29 parlementaires et quatre ministres) et cinq apparentés, ainsi que deux Républicains indépendants et trois centristes.
Sous couvert de l'appel à une candidature unique, l'appel vise en fait à faire échouer Chaban-Delmas et à apporter à Giscard d'Estaing une caution gaulliste.

## Conséquences
« L'appel et ses répercussions immédiates ont propulsé sur le devant de la scène le « jeune loup » Jacques Chirac », qui devient le premier Premier ministre de Giscard d'Estaing après l'élection de ce dernier, pour prix de sa « trahison ».

## Liste des signataires
Elle comporte :
Quatre ministres :
- Jacques Chirac
- Jean-Philippe Lecat
- Olivier Stirn
- Jean Taittinger

et par ordre alphabétique :
Des parlementaires (dix sur 39 sont des suppléants) :
- Henri Belcour
- Mario Bénard
- Robert Bisson
- Émile Bizet
- Romain Buffet
- Gérard Chasseguet
- Augustin Chauvet
- Pierre-Bernard Cousté
- Jean Crenn
- Roger Crespin
- Georges Delatre
- Jacques Delong
- Xavier Deniau
- Jean Desanlis
- Roger Fossé
- Henri de Gastines
- Gaston Girard
- Maurice Georges
- Pierre Godefroy
- Paul Granet
- Maurice Herzog
- Marcel Hoffer
- Maurice Jarrige
- André Jarrot
- Henri Lacagne
- Pierre Lelong
- Pierre Lepage
- Charles Malouin
- Lucien Meunier
- Henri Moine
- Pierre de Montesquiou
- Marcel Papet
- Jacques Piot
- Gabriel de Poulpiquet
- Pierre Raynal
- Hector Rolland
- Julien Schvartz
- Jean Seitlinger
- René Tomasini